# (20575) 1999 RL142
A (20575) 1999 RL142 a Naprendszer kisbolygóövében található aszteroida. A LINEAR projekt keretében fedezték fel 1999. szeptember 9-én.